# Kukuxumusu
Kukuxumusu je španělská společnost zabývající se prodejem oděvů a jiných produktů s kresleným designem. Byla založena v Pamploně, Navarra v roce 1989. Název pochází z baskičtiny a znamená „polibek blechy“.